# 화도돈대
화도돈대(花島墩臺)는 인천광역시 강화군 선원면 연리에 있는 조선시대의 돈대이다. 1999년 3월 29일 인천광역시의 문화재자료 제17호로 지정되었다.

## 개요
돈대는 해안가나 접경 지역에 쌓은 소규모 관측·방어시설이다. 병사들이 돈대 안에서 경계근무를 서며 외적의 척후 활동을 비롯한 각종 수상한 정황을 살피고 대처한다. 적이 침략할 때는 돈대 안에 비치된 무기로 방어전을 펼친다. 1679년(숙종 5) 5월에 완성된 48돈대에 이후 5개 돈대가 추가로 지어졌다. 48돈대는 황해도·강원도·함경도 승군 8,900명과 어영청 소속 어영군 4,262명이 80일 정도 걸려서 쌓았다. 돈대 축조를 기획하고 감독한 이는 병조판서 김석주였고 실무 총괄은 강화유수 윤이제였다.
화도돈대는 1679년(숙종 5)에 쌓은 48돈대 가운데 하나로 오두돈대·광성돈대와 함께 광성보에 속했다. 원래는 화도보 소속이었으나, 1710년(숙종 36)에 화도보가 폐지되면서 광성보의 지휘를 받게 되었다. 방형 구조로 둘레가 129m이다.

## 현지 안내문
숙종 5년(1679)에 강화도 해안에 쌓은 여러 돈대 중하나다. 해안 절벽폭으로 장을 기대고 있는 면의 길이가 35m이고, 다른 면은 32m로, 한면이 약간 짧은 방향에 가까운 형태이다. 성벽의 석축은 대부분 파괴되었으나 성벽의 뿌리는 어느정도 남아 있다. 동대의 남쪽 아래에는 고려외성을 가로지르는 물길을 건너는 화도 수문(水門)이 있다. 2002년 발굴조사를 거쳐 복원 정비되었다.

## 참고 자료
- 화도돈대 - 국가유산청 국가유산포털